# Li Bun-hui
Li Bun-hui (Hangul: 리분희), 29 december 1968) is een Noord-Koreaans tafeltennisspeelster. Zij werd in Chiba 1991 wereldkampioene met de nationale ploeg in het toernooi voor landenploegen. Tevens heeft ze vier zilveren WK-medailles in haar prijzenkast staan en bronzen plakken gewonnen in zowel het enkel- als dubbelspeltoernooi van de Olympische Zomerspelen 1992.

## Sportieve loopbaan
Bun-hui debuteerde in het internationale (senioren)circuit op de wereldkampioenschappen van Tokio 1983, waarop ze als lid van de nationale vrouwenploeg meteen een bronzen medaille won. Het was het eerste van zes WK's waarop de Noord-Koreaanse acteerde tot en met 1983. Daarin stond ze vijf keer in een finale.
Bun-hui bereikte haar eerste eindstrijd op een WK in Göteborg 1985, waarop ze met de Noord-Koreaanse vrouwenploeg de finale van het landentoernooi verloor van China. Hetzelfde overkwam haar in 1993, weer met de nationale ploeg, weer in Göteborg en weer tegen China. Toch leverde het ploegentoernooi haar wel haar enige wereldtitel op. Samen met haar landgenote Yu Sun-bok en de Zuid-Koreaanse speelsters Hyun Jung-hwa en Hong Cha-ok) vormde ze in 1991 een verenigde Koreaanse ploeg die het Chinese team ditmaal wel de baas was.
Bun-hui plaatste zich op de WK's van Dortmund 1989 en Chiba 1991 twee keer achter elkaar voor de finale in het enkelspeltoernooi, maar viste beide keren achter het net. Waar de eerste keer Qiao Hong er met goud vandoor ging, ging dat twee jaar later naar diens dubbelpartner Deng Yaping.
Bun-hui vond op de Olympische Spelen van 1992 in de halve finale van zowel het enkel- als dubbelspel (samen met Yu Sun Bok) eveneens tegen Qiao Hong haar waterloo, die in het dubbel bijgestaan werd door Deng Yaping, de winnares van beide disciplines.